# Cnemophilus sanguineus
Cnemophilus sanguineus, "röd satängfågel", är en fågelart i familjen satängfåglar inom ordningen tättingar. Den betraktas oftast som underart till tofssatängfågel (Cnemophilus macgregorii), men urskiljs sedan 2016 som egen art av Birdlife International och IUCN.
Fågeln förekommer i Central och Eastern Highlands i Papua New Guinea. Den kategoriseras av IUCN som livskraftig.